# Colunga
Colunga település Spanyolországban, Asztúria autonóm közösségben. Colunga Villaviciosa, Piloña, Parres és Caravia községekkel határos. Lakosainak száma 3148 fő (2024).

## Népesség
A település népessége az utóbbi években az alábbiak szerint változott:
| Lakosok száma | 4283 | 3947 | 3908 | 3878 | 3614 | 3569 | 3440 | 3257 | 3220 | 3148 |
|               | 2001 | 2004 | 2007 | 2009 | 2012 | 2014 | 2017 | 2019 | 2022 | 2024 |